# Borki Wielbarskie
Borki Wielbarskie (niem. Borken bei Willenberg, w latach 1938–1945 Borkenheide) – wieś w Polsce położona w województwie warmińsko-mazurskim, w powiecie szczycieńskim, w gminie Wielbark, przy drodze z Wielbarka do Zieleńca. 
W latach 1975–1998 miejscowość administracyjnie należała do województwa olsztyńskiego.
Wieś jest siedzibą leśnictwa, do którego należą lasy o powierzchni ok. 1360 ha. We wsi znajduje się kilka żwirowni.

## Historia
Wieś wymieniana w dokumentach z 1703 roku. W latach 1794–1795 w ramach osadnictwa szkatułowego powiększona o część osuszonych mokradeł Łatana, położonych w Lasach Korpelskich. Bagna Łatana zmeliorowane zostały w latach 1767–1794. Na osuszonym obszarze założono wsie: Łatana Wielka (dawniej Łatana), Borki Wielbarskie, Lejkowo, Zapadki, Olędry, Ostrowy, Na 340 włókach 4 morgach i 32 prętach magdeburskich osiedliło się 67 gospodarzy oraz kilku zagrodników. Murowana szkołę wybudowano we wsi Borki Wielbarskie około 1900 roku. W 1938 roku, w ramach akcji germanizacyjnej, zmieniono nazwę wsi na Borkenheide.